# 무릎

인체 해부학에서 무릎 또는 슬관절(knee joint)은 넙다리뼈 (femur)와 정강이뼈 (tibia)를 잇는 다리 관절이다. 사람의 경우 무릎이 몸의 거의 모든 무게를 지탱하기 때문에, 갑작스런 상처나 골관절염 (osteoarthritis)에 가장 취약한 관절이다.
무릎은 발바닥 이외에 접지를 많이 하는 부위이다. 이를테면, 발뒷꿈치를 들어 발끝과 무릎을 붙여서 앉는다. 이렇게 무릎을 꿇는 장면은 많은 민족의 역사에서 나타나고, 실생활에서도 종종 찾아볼 수 있다. 또한, "무릎을 꿇다"는 항복을 나타내며, "무릎을 치다"는 깨달음을 나타낸다.

## 구조
무릎은 활막 관절의 일종인 수정된 경첩 관절로, 슬개골로 구성된 슬개대퇴 관절과 대퇴골이 미끄러지는 슬개골 홈의 세 가지 기능적 구획으로 구성된다. 대퇴골 또는 허벅지 뼈를 다리의 주요 뼈인 경골과 연결하는 내측 및 외측 경대퇴 관절. 관절은 관절낭이라 불리는 윤활막 내부에 들어 있는 윤활액으로 채워져 있다. 무릎의 후외측 모서리 부분은 최근 새로운 조사와 연구의 대상이 되어온 부위이다.
무릎은 신체에서 가장 큰 관절이자 가장 중요한 관절 중 하나이다. 수평(달리기, 걷기) 방향과 수직(점프) 방향으로 체중을 지탱하는 것과 관련된 움직임에 필수적인 역할을 한다.
태어날 때 슬개골은 연골로 막 형성되며, 이는 3~5세 사이에 골화(뼈로 변화)된다. 인체에서 가장 큰 종자골이기 때문에 골화 과정이 상당히 오래 걸린다.

## 근육
무릎 관절의 움직임을 담당하는 대부분의 근육은 허벅지의 앞칸, 안쪽칸 또는 뒤칸 구획에 속한다. 신근은 일반적으로 전방 구획에 속하고 굴근은 후방 구획에 속한다. 이에 대한 두 가지 예외는 내측 구획에 속하는 굴곡근인 박근근과 전방 구획에 있는 굴곡근인 봉근근이다. 또한 다리 아래쪽의 일부 근육은 발을 움직이는 주요 기능 외에도 비복근을 제공한다.

### 신근
- 무릎관절근
- 넙다리네갈래근
- 넙다리곧은근
- 가쪽넓은근
- 중간넓은근
- 안쪽넓은근

### 굴곡근
후방 구획
- 넙다리빗근
- 넙다리두갈래근
- 반힘줄근
- 반막근
- 장딴지근
- 장딴지빗근
- 오금근

내측 구획
- 두덩정강근

## 임상적 중요성
무릎 통증은 외상, 정렬 불량, 퇴행 및 관절염을 유발하는 상태로 인해 발생한다. 가장 흔한 무릎 질환은 일반적으로 슬개대퇴증후군이다. 경미한 무릎 통증의 대부분은 집에서 휴식과 얼음찜질로 치료할 수 있지만, 더 심각한 부상에는 수술적 치료가 필요하다.
슬개대퇴 증후군의 한 형태는 슬개골과 활차 사이의 무릎에 압력과 자극을 생성하는 조직 관련 문제를 포함하며(슬개골 압박 증후군), 이는 통증을 유발한다. 무릎 장애의 두 번째 주요 유형에는 다리의 균형을 유지하는 무릎의 구조적 능력을 손상시키는 찢어짐, 미끄러짐 또는 탈구(슬개대퇴 불안정 증후군)가 포함된다. 슬개대퇴 불안정 증후군은 통증, 균형 감각 저하 또는 둘 다를 유발할 수 있다.
슬개골 활액낭염은 지붕 씌우기와 같은 직업 활동으로 인해 종종 발생하는 슬개골 전 활액낭(전두 무릎 활액낭)의 통증성 염증이다.
나이도 무릎 장애의 원인이 된다. 특히 노인의 경우 골관절염으로 인해 무릎 통증이 자주 발생한다. 또한 무릎 주변 조직의 약화도 문제의 원인이 될 수 있다. 슬개대퇴부 불안정성은 고관절 이상이나 주변 인대의 압박과 관련될 수 있다.

## 같이 보기
- 연골
- 무릎 반사(en:Patellar reflex, knee-jerk)
- 신경계
- 다리오금
- 팔꿈치
- 팔오금